# دونالد ماركوارت
دونالد ماركوارت (بالإنجليزية: Donald Marquardt)‏ هو إحصائي أمريكي، ولد في 13 مارس 1929، وتوفي في 5 يوليو 1997.